# Lemairegisa toulgoeti
Lemairegisa toulgoeti är en fjärilsart som beskrevs av Paul Thiaucourt 1987. Lemairegisa toulgoeti ingår i släktet Lemairegisa och familjen tandspinnare. Inga underarter finns listade i Catalogue of Life.